# Cadetia
Cadetia (em português: Cadécia) um género botânico pertencente à família das orquídeas (Orchidaceae).

## Etimologia
O nome deste gênero (Cad.), foi dado em homenagem ao químico francês "Charles Louis Cadet de Gasicourt" (1769-1821).
Nome comum:
- Orquídea  Rebarbo

Sinônimos :
- Callista  Lour. 1790

## Descrição
Este gênero tem cerca de 50 a 60 espécies, a maioria delas distribuída pela Nova Guiné e o restante entre Austrália e Indonésia. São orquídeas e pequeno porte, com pseudobulbos com apenas uma folhas. Floresce mais de uma vez ao ano, sendo que,  na maioria, as flores são brancas